# Joaquín Valverde Sanjuán
Joaquín Valverde Sanjuán, přezdívaný "Quinito" (2. ledna 1875 Madrid – 4. listopadu 1918 Ciudad de México) byl španělský hudební skladatel proslulý svými zarzuelami.

## Život a dílo
Narodil se v Madridu 2. ledna 1875 jako syn skladatele Joaquína Valverde Durána. Studoval na konzervatoři i u svého otce. Prokázal slibný talent, když v patnácti letech napsal svou první zarzuelu Con las de Caín. Několik zarzuel pak napsal samostatně (La mulata, La galerna o El mirlo blanco, Caretas y capuchones), ale, stejně jako jeho otec, největšího úspěchu dosáhl skladbami napsanými ve spolupráci s jinými skladateli. V té době to byli:
- Tomás López Torregrosa:
  - Los puritanos, 1894
  - Los cocineros, 1896
  - El pobre diablo, 1897
  - El primer reserva, 1897
  - Los chicos de la escuela, 1903
  - El terrible Pérez, 1903
  - El pobre Valbuena, 1904
  - El pudín negro de Stornoway, 1904
- Ramón Estellés
  - La marcha de Cádiz, 1896
- Rafael Calleja Gómez
  - El iluso Cañizares, 1905
- José Serrano
  - El perro chico, 1905
  - El iluso Cañizares, 1905
  - El pollo tejada, 1906
  - El amigo Melquíades, 1914
  - El príncipe carnaval, 1914
- José Padilla
  - Los viejos Verdes, 1909 a další skladatelé.

Po otcově smrti v roce 1910 přesídlil do Paříže, kde slavil velké úspěchy. U nadšeného publika si vysloužil přezdívky jako „Král tanga“, „Franz Lehár španělské hudby“ nebo „Španělský Offenbach“. V letech 1917–1918 se jeho zarzuely A Night in Spain a The Land of Joy hrály rovněž s mimořádným úspěchem i na Broadwayi v New Yorku
Dnes je Quinito Valverde znám hlavně svou písní Clavelitos (Karafiátky) na slova José Juana Cadenase, která je na repertoáru předních světových zpěvaček operní i populární hudby.
Zemřel po nehodě při turné v Mexiku 4. listopadu 1918 ve věku 43 let.